# IC 4232
IC 4232 ist eine Spiralgalaxie vom Hubble-Typ Sbc im Sternbild Hydra südlich der Ekliptik. Sie ist schätzungsweise 415 Millionen Lichtjahre von der Milchstraße entfernt.
Das Objekt wurde am 4. Mai 1904 von Royal Harwood Frost entdeckt.